# Montbel (Lozère)
Montbel – miejscowość i gmina we Francji, w regionie Oksytania, w departamencie Lozère.
Według danych na rok 1990 gminę zamieszkiwały 164 osoby, a gęstość zaludnienia wynosiła 7 osób/km² (wśród 1545 gmin Langwedocji-Roussillon Montbel plasuje się na 743. miejscu pod względem liczby ludności, natomiast pod względem powierzchni na miejscu 304.).

## Populacja

Populacja Montbel w latach 1962-2008